# Bauma, Zürich
Bauma är en ort och kommun i distriktet Pfäffikon i kantonen Zürich, Schweiz. Kommunen har 5 060 invånare (2023).
I kommunen finns orterna Bauma, Saland och  Sternenberg. Sternenberg var tidigare en egen kommun, men den inkorporerades i Bauma 1 januari 2015.